# ライオンゴロシ
ライオンゴロシ（学名：Harpagophytum procumbens）は、ゴマ科の植物の一種。
木質で鉤爪のある果実が特徴とされ、英名の「devil's claw」（悪魔の鉤爪）、「grapple plant」（絡み合う植物）の由来となった。属名「Harpagophytum」は、英名「grapple plant」をギリシャ語に訳した言葉である。種小名「procumbens」は前立腺を意味し、茎が地面を這っている状態から名付けられた。
果実の鉤爪によって動物の毛や蹄に絡み付き、それによって広く散布され、自生範囲を広げている。ライオンの口にこの果実が絡み付くと、その痛さのあまり餌をとれず餓死したことから、「ライオンゴロシ」という名がつけられたと言われる。

## 特徴
水分の多い塊茎を持つ多年草である。
地上茎は地面を這いながら年間2m成長し、一次塊茎から成長する。塊茎から成長した主根は、地下2m近くまで成長する。二次塊茎は一次塊茎から長さ25cm、厚さ6cmまで成長し、デンプンなどの光合成の生成物が含まれる。
葉は単生で対生であり、長さ6.5cm、幅4cmになり、切れ込みがある。花は、5 - 6cmの長さで、筒状の花をつける。花の色は明るい紫色、桃色、白色のいずれかであるが、筒の内部は黄色である。夏期（現地では11 - 4月ごろ）に咲く。
果実は1月に成熟して直径12cmに達し、4つの鉤爪が生じる。種子は、暗茶色あるいは黒色である。

## 生育地
主に南アフリカのカラハリ砂漠のほか、アンゴラ、ボツワナ、ザンビア、ジンバブエ、ナミビア、モザンビークでも自生している。草本や低木が生えた放牧地、砂地や粘土質の土壌にて生育している。

## 亜種
2つの亜種がある。
Harpagophytum procumbens subsp. procumbens
葉の形は、5つの突起部がある。鉤爪は、果実の直径より2 - 5倍ほど長い。ボツワナ、ナミビア、南アフリカで見つかった。
Harpagophytum procumbens subsp. taransvaalense
葉の形は、3つの突起部がある。鉤爪の長さが短く（果実の直径より2倍未満）ジンバブエと南アフリカで見つかった。

## 医用への利用
カラハリ砂漠に住む住民によって数世紀に渡り、医薬草として消化器系の病気から伝染病の幅広い病気や傷の治療に利用されてきた。塊茎の抽出物は、インドリド配糖体（ハルパゴシド）、フィトステロイド、フラボノイドなどが含まれており、それらは変性の慢性関節リウマチ、骨関節症、腱炎、心臓病の治療に効用があるとされる。塊茎は地元住民によって収穫され、彼らの収入源となっている。現在、その効能は西洋医学でも利用され、錠剤として処方されている。